# バッド・ウェイヴ
『バッド・ウェイヴ』（原題: Once Upon a Time in Venice）は、2017年のアメリカ合衆国のアクションコメディ映画。監督・脚本はマーク・カレンとロブ・カレン。マーク・カレンの長編監督デビュー作である。出演は	ブルース・ウィリス、ジェイソン・モモア、ジョン・グッドマン、トーマス・ミドルディッチ、ファムケ・ヤンセン、アダム・ゴールドバーグ。アメリカ合衆国では2017年6月16日に限定公開とビデオ・オン・デマンドがなされた。

## ストーリー
ロサンゼルスのヴェニスで唯一の私立探偵を営むスティーブは、成り行きからドラッグの売人であるスパイダーの怒りを買い、愛犬のバディを誘拐されてしまう。バディを救い出すためスパイダーと取引したスティーブだったが、離婚寸前の親友デイヴやユダヤ人の悪徳不動産屋からの依頼も同時に解決しなければならず、彼は助手のジョンと共にヴェニスの町を奔走する。

## キャスト
※括弧内は日本語吹替
- スティーブ・フォード - ブルース・ウィリス（内田直哉）
- デイヴ・ジョーンズ - ジョン・グッドマン（堀越富三郎）
- スパイダー - ジェイソン・モモア（長野伸二）
- ジョン - トーマス・ミドルディッチ（水野貴雄）
- ノラ - ジェシカ・ゴメス（英語版）（水瀬郁）
- ユダヤのルー - アダム・ゴールドバーグ
- ルーペ - ステファニー・シグマン（英語版）
- プリンス - ウッド・ハリス
- ケイティ - ファムケ・ヤンセン（水瀬郁）
- ユーリ - ケン・デイヴィシャン
- チューイ - ビクター・オルティス
- アン・フィリップス - エリザベス・ローム
- ティーノ - エイドリアン・マルティネス
- Mr.カーター - クリストファー・マクドナルド
- ラジーシュ - カル・ペン
- テイラー - エミリー・ロビンソン（英語版）（外石咲）